# Heterodrilus modestus
Heterodrilus modestus är en ringmaskart som beskrevs av Erséus 1990. Heterodrilus modestus ingår i släktet Heterodrilus och familjen glattmaskar. Inga underarter finns listade i Catalogue of Life.